# Me Amarás
Me Amarás är ett studioalbum av den puertoricanska sångaren Ricky Martin. Det gavs ut den 25 maj 1993 och innehåller 10 låtar.

## Låtlista
| Nr  | Titel                               | Längd |
| --- | ----------------------------------- | ----- |
| 1.  | No Me Pidas Más                     | 3:29  |
| 2.  | Es Mejor Decirse Adiós              | 3:25  |
| 3.  | Entre el Amor y los Halagos         | 4:18  |
| 4.  | Lo Que Nos Pase, Pasará             | 3:52  |
| 5.  | Ella Es                             | 4:42  |
| 6.  | Me Amarás                           | 4:29  |
| 7.  | Ayúdame                             | 4:10  |
| 8.  | Eres Como el Aire                   | 4:06  |
| 9.  | Que Dia Es Hoy                      | 4:25  |
| 10. | Hooray! Hooray! It's a Holi-Holiday | 3:10  |